# Julius Leber
Julius Leber, także Jules Leber (ur. 16 listopada 1891 w Biesheim w Alzacji, zm. 5 stycznia 1945 w Berlinie) – niemiecki polityk Socjaldemokratycznej Partii Niemiec (niem. Sozialdemokratische Partei Deutschlands, SPD), poseł do Reichstagu (1924–1933), dziennikarz, redaktor naczelny socjaldemokratycznego dziennika “Lübecker Volksbote” (1921–1933), członek Reichsbanner Schwarz-Rot-Gold.
Więziony w obozach koncentracyjnych Sachsenhausen i Esterwegen (1933–1937), członek opozycji antynazistowskiej związany z Kręgiem z Krzyżowej. W razie powodzenia zamachu na Adolfa Hitlera 20 lipca 1944, Leber miał objąć stanowisko ministra spraw wewnętrznych w planowanym rządzie Goerdelera. Aresztowany przed zamachem, skazany przez Trybunał Ludowy (niem. Volksgerichtshof) na karę śmierci, stracony w styczniu 1945 w berlińskim więzieniu Plötzensee.

## Życiorys

### Lata młodzieńcze
Julius Leber urodził się jako nieślubny syn Kathariny Schubetzer i został adoptowany przez jej przyszłego małżonka Jeana Baptiste’a Lebera. W 1908 zdobył małą maturę. Następnie odbył praktykę kupiecką (1908–1910). Od 1910 uczęszczał do Oberrealschule we Fryburgu Bryzgowijskim. Aby finansować swoją edukację dawał korepetycje i pisał reportaże do gazet. Prawdopodobnie jeszcze jako uczeń wstąpił do SPD.
Po zdaniu matury w 1912 r. podjął studia ekonomiczne i historyczne w Strasburgu. Od semestru zimowego 1913–1914 studiował na uniwersytecie we Fryburgu.

### I wojna światowa
W 1914 r. Leber zgłosił się na ochotnika do wojska. Dwukrotnie ranny, awansowany do stopnia podporucznika, odznaczony Krzyżem Żelaznym. Po wojnie służył w Reichswerze w wojskach ochrony pogranicza na wschodzie. W 1920 r., podczas puczu Kappa- Lüttwitza, jako jeden z nielicznych, stanął wraz ze swoim oddziałem po stronie Republiki, po czym wystąpił z Reichswehry. Następnie podjął dalsze studia, uzyskując tytuł doktora nauk ekonomicznych na uniwersytecie we Fryburgu.

### Działalność polityczna
W latach 1921–1933 Leber pełnił funkcję redaktora naczelnego socjaldemokratycznego pisma „Lübecker Volksbote”. W latach 1921–1933 był członkiem Lübecker Bürgerschaft.
W latach 1924–1933 był wybierany posłem do Reichstagu, specjalizując się w kwestiach polityki obronności państwa. W tym okresie coraz bardziej krytycznie odnosił się do nauk Karola Marksa, przesuwając się na arenie partyjnej w stronę skrzydła postępowego, postulującego reformę SPD. Jako członek Reichsbanner Schwarz-Rot-Gold Leber atakował radykalną prawicę.
21 listopada 1927 poślubił w Lubece Annedore Rosenthal – córkę dyrektora Katharineum, Georga Rosenthala – z którą miał dwójkę dzieci.

### Dojście Hitlera do władzy
W nocy z 31 stycznia na 1 lutego 1933 doszło do zamieszek przed budynkiem sądu w Lubece pomiędzy członkami Reichsbanner a oddziałami SA. Leber został zaatakowany a jeden z SA-mannów, Rudolf Brügmann został śmiertelnie raniony. Leber został natychmiast aresztowany, pomimo immunitetu chroniącego go jako posła Reichstagu, zwolniony 19 lutego 1933 wskutek starań socjaldemokratów, m.in. Herberta Frahma, odrzucił możliwość wyjazdu za granicę. 23 marca 1933 Leber został ponownie aresztowany tuż przed wejściem na obrady Reichstagu, by uniemożliwić mu oddanie głosu przeciw tzw. Ermächtigungsgesetz – ustawie upoważniającej (Ustawie o pełnomocnictwach), której oficjalna nazwa to: Ustawa o usunięciu zagrożenia narodu i państwa (niem. Gesetz zur Behebung der Not von Volk und Reich). Sąd skazał Lebera na 20 miesięcy więzienia. Po odbyciu kary, w okresie 1935–1937 Leber został objęty aresztem prewencyjnym (niem. Schutzhaft) i był więziony kolejno w Esterwegen i Sachsenhausen. Po wyjściu z obozu, Leber przyłączył się do opozycji, działając pod przykrywką jako handlarz węglem i uzyskując pomoc Gustava Dahrendorfa.

### Współpraca ze spiskowcami 20 lipca
W 1940 r. Leber nawiązał kontakt z opozycjonistami w kręgach Wehrmachtu i poznał Clausa von Stauffenberga. Pozostawał w kontakcie również z Carlem Goerdelerem oraz członkami Kręgu z Krzyżowej wokół hrabiego von Moltke. Plany Lebera odnośnie do przyszłych Niemiec zachowały się jedynie szczątkowo – Leber był zdania, że reżim nazistowski obalić powinien szeroki ruch społeczny, obejmujący również opozycjonistów z obozu komunistów, a po przejęciu władzy, w Niemczech powinien rozwinąć się system dwupartyjny.
W razie powodzenia zamachu na Adolfa Hitlera 20 lipca 1944, Leber miał objąć stanowisko ministra spraw wewnętrznych w planowanym rządzie Goerdelera. Von Stauffenberg popierał kandydaturę Lebera na kanclerza Niemiec. Według Giseviusa Leber miał zbyt lewicowe poglądy, by kandydować na to stanowisko.
Leber został aresztowany przez Gestapo 5 lipca 1944, zanim przeprowadzono zamach na Hitlera 20 lipca. 22 czerwca 1944, razem z Adolfem Reichweinem brał udział w naradzie z opozycjonistami komunistycznymi, przywódcami Saefkow-Jacob-Bästlein-Organisation Antonem Saefkowem i Franzem Jacobem, zaaranżowanej przez Ferdinanda Thomasa. Najprawdopodobniej w spotkaniu tym uczestniczył donosiciel Gestapo.

20 października 1944 odbył się pokazowy proces Lebera, Reichweina, Hermanna Maaßa i Gustava Dahrendorfa przez Trybunałem Ludowym (niem. Volksgerichtshof). Leber został skazany na karę śmierci, która została wykonana 5 stycznia 1945 w berlińskim więzieniu Plötzensee. Na krótko przed śmiercią, Leber pisał do przyjaciół: 

Płacić życiem w służbie tak dobrej i sprawiedliwej sprawy jest odpowiednią ceną. Zrobiliśmy wszystko co było w naszej mocy.

## Upamiętnienie

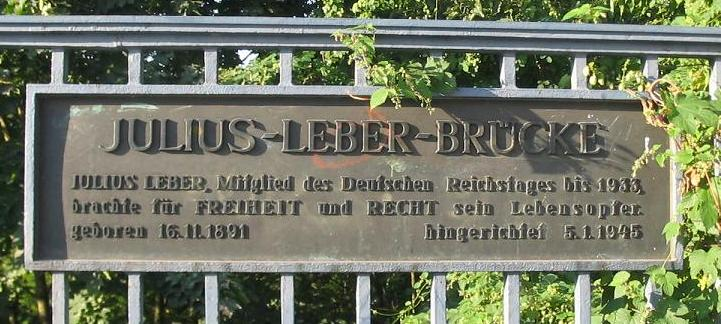
Tablica pamiątkowa na Julius-Leber-Brücke

Imieniem Juliusa Lebera nazwano: koszary w Berlinie-Weddingu (niem. Julius-Leber-Kaserne), berliński most w dzielnicy Schöneberg (niem. Julius-Leber-Brücke), stację S-Bahn w berlińskiej dzielnicy Schöneberg oraz sąsiadującą ulicę (niem. Leberstraße), koszary w Husum oraz jedną z ulic Lubeki (niem. Dr.-Julius-Leber-Straße). Ponadto ulice Juliusa Lebera znajdują się w: Neustadt am Rübenberge, kolońskiej dzielnicy Longerich, dzielnicy Leverkusen Alkenrath, dzielnicy Bonn Duisdorf, Baesweiler koło Akwizgranu, Bielefeld, dzielnicy Hamburga Altonie, Diepholz, Bremie, Nordhorn, Wismarze, Stralsundzie, Wesel, Getyndze, Kilonii, Norymberdze, Hachenburgu, Hürth, Aschaffenburgu, Hanau, Varel, Kilonii i Münster. W Erfurcie i Kraillingu znajduje się Julius-Leber-Ring, a w Ellwangen, Wilhelmshaven, Ulm i Hanowerze Julius-Leber-Weg.
W Essen imię Juliusa Lebera nosi ośrodek edukacyjny (niem. Julius-Leber-Haus). Imię Juliusa Lebera noszą szkoły różnego stopnia w Hamburgu, Breisach i Frankfurcie nad Menem.

### Literatura dodatkowa
- Dorothea Beck (wyd.), Wilfried F. Schoeller: Julius Leber. Schriften, Reden, Briefe. München: 1976. ISBN 3-87471-001-7. Brak numerów stron w książce
- Dorothea Beck: Julius Leber. Sozialdemokrat zwischen Reform und Widerstand. Berlin: Siedler, 1983. ISBN 3-88680-091-1. Brak numerów stron w książce
- Hans Bernd Gisevius: Bis zum bitteren Ende. Bericht eines Augenzeugen aus den Machtzentren des Dritten Reiches. Zürich: Knaur, 1983. ISBN 3-426-03677-0. Brak numerów stron w książce
- Biographisches Lexikon des KV. T. 2. Schernfeld: SH-Verlag, 1991, s. 75. ISBN 3-923621-55-8.
- Martin Schumacher, Katharina Lübbe, Wilhelm Heinz Schröder: M.d.R. Die Reichstagsabgeordneten der Weimarer Republik in der Zeit des Nationalsozialismus. politische Verfolgung, Emigration und Ausbürgerung, 1933–1945. Eine biographische Dokumentation. Düsseldorf: Droste, 1994. ISBN 3-7700-5183-1. Brak numerów stron w książce